# Barraca de la plana de la Graiera 4
La Barraca de la plana de la Graiera 4 és una barraca de vinya de Calafell (Baix Penedès) protegida com a Bé Cultural d'Interès Local.

## Descripció
Es tracta d'una edificació de planta quadrangular amb un sol espai interior. La porta d'entrada, que és situada al costat dret de la cara est, és de forma rectangular i té una llinda constituïda per una llosa de pedra. La coberta és una volta cònica -o falsa cúpula- feta amb la superposició de filades de lloses planes, formant anells, el radi dels quals va decreixent progressivament. Ha perdut la part superior de la volta, on hi ha una reparació feta amb maons foradats que reposen en uns tubs metàl·lics. En alguns punts dels murs hi ha aplicacions de morter de ciment.
Els murs i la volta són fets amb peces irregulars de pedra unides en sec amb l'ajut de falques, també de pedra, de dimensions més petites. Els murs tenen un rebliment de pedruscall.